# Kematen in Tirol
Kematen in Tirol – gmina w Austrii, w kraju związkowym Tyrol, w powiecie Innsbruck-Land. Liczy 2834 mieszkańców (1 stycznia 2016).